# Clarisse Deudon
Pour les articles homonymes, voir Deudon.
Clarisse Deudon est une actrice française (1921-1991).

## Biographie
Clarisse Deudon est élève au lycée Molière. Elle devient pensionnaire de la Comédie-Française entre 1942 et 1952.
Elle a fait partie des compagnies de Véra Korène, Marie Bell et Maurice Escande, sa carrière se déroulant essentiellement au théâtre où elle a joué un grand nombre de pièces du répertoire : Phèdre, Andromaque, Tovaritch ou encore Le Songe d'une nuit d'été .
Au cinéma, elle a interprété Marguerite de Bourgogne dans Buridan, héros de la Tour de Nesle (1951) d'Émile Couzinet et à la télévision, Hameline de Croye dans Quentin Durward (1970) de Gilles Grangier.

## Filmographie
- 1952 : Buridan, héros de la Tour de Nesle d'Emile Couzinet : Marguerite de Bourgogne
- 1971 : Quentin Durward (série télévisée) de Gilles Grangier : Hameline de Croye
- 1972 : Au théâtre ce soir (série télévisée), Cet animal étrange de Gabriel Arout, mise en scène Michel de Ré, réalisation Pierre Sabbagh : Nina
- 1972 : La Porteuse de pain (mini-série télévisée) de Marcel Camus
- 1975 : Salvator et les Mohicans de Paris (série télévisée) de Bernard Borderie : Madame de Charette
- 1982 : La Lune dans le caniveau de Jean-Jacques Beineix
- 1982 : Mortelle Randonnée de Claude Miller : Madame Hugo

## Théâtre
- 1942 : Phèdre de Racine, mise en scène Jean-Louis Barrault, Comédie-Française
- 1943 : Renaud et Armide de Jean Cocteau, mise en scène de l'auteur, Comédie-Française
- 1943 : Iphigénie à Delphes de Gerhart Hauptmann, mise en scène Pierre Bertin, Comédie-Française
- 1943 : Andromaque de Racine, mise en scène Maurice Escande, Comédie-Française
- 1943 : Le Soulier de satin de Paul Claudel, mise en scène Jean-Louis Barrault, Comédie-Française
- 1944 : Horace de Corneille, mise en scène Mary Marquet, Comédie-Française
- 1944 : Esther de Racine, mise en scène Georges Le Roy, Comédie-Française
- 1945 : Antoine et Cléopâtre de William Shakespeare, mise en scène Jean-Louis Barrault, Comédie-Française
- 1947 : Phèdre de Racine, mise en scène Jean-Louis Barrault, Théâtre des Célestins
- 1948 : Tovaritch de et mise en scène Jacques Deval, Théâtre de la Madeleine
- 1949 : Suréna de Corneille, mise en scène Maurice Escande
- 1950 : La Belle Aventure de Gaston Arman de Caillavet, Robert de Flers et Étienne Rey, mise en scène Jean Debucourt, Comédie-Française
- 1951 : Le Soulier de satin de Paul Claudel, mise en scène Jean-Louis Barrault, Théâtre des Célestins
- 1952 : Antoine et Cléopâtre de William Shakespeare, mise en scène Jean-Louis Barrault, Théâtre des Célestins
- 1952 : Britannicus de Racine, Comédie-Française, mise en scène, décors et costumes de Jean Marais, rôle d'Albine
- 1953 : Bérénice de Racine, mise en scène Julien Bertheau, Théâtre des Célestins
- 1968 : La guerre de Troie n'aura pas lieu de Jean Giraudoux, mise en scène Jean Darnel,   Théâtre antique d'Arles